# سرجس أشيب
سرجس أشيب (الاسم العلمي: Sargassum incanum) هو نوع من الطلائعيات يتبع جنس السرجس من الفصيلة السرجسية.